# Ironman Melbourne
Der Ironman Melbourne (auch Ironman Asia-Pacific Championship) war eine von 2012 bis 2015 ausgetragene Triathlon-Sportveranstaltung über die Ironman-Distanz (3,86 km Schwimmen, 180,2 km Radfahren und 42,195 km Laufen) in Melbourne, der Hauptstadt des Bundesstaates Victoria in Australien.

## Organisation
Das Rennen bot Amateuren 75 Qualifikationsplätze für die Ironman World Championships im Oktober, beim Ironman Hawaii.
Das Rennen wurde auch unter dem Namen Ironman Asia-Pacific Championship beworben. Profi-Triathleten, die um die insgesamt 150.000 US-Dollar Preisgeld in Melbourne kämpften, bekamen für einen Sieg 4000 Punkte im „Kona Points Ranking“ – wie auch beim Ironman Germany (Ironman European Championship), beim Ironman South Africa (Ironman African Championship), beim Ironman Texas (Ironman North American Championship) sowie beim Ironman Brasil (Ironman South American Championship).
Das Rennen fand erstmals am 25. März 2012 statt.
Die Schweizerin Caroline Steffen erreichte hier bei der Erstaustragung mit ihrer Siegerzeit von 8:34:51 h die zweitschnellste je auf der Ironman-Distanz erzielte Zeit und eine neue Teilstrecken-Weltbestzeit auf der 180 km langen Radstrecke mit 4:35:29 h. Craig Alexander erreichte mit seiner Siegerzeit von 7:57:44 h als erster Athlet in Australien eine Zeit unter acht Stunden. Die beiden halten hier seitdem den Streckenrekord.

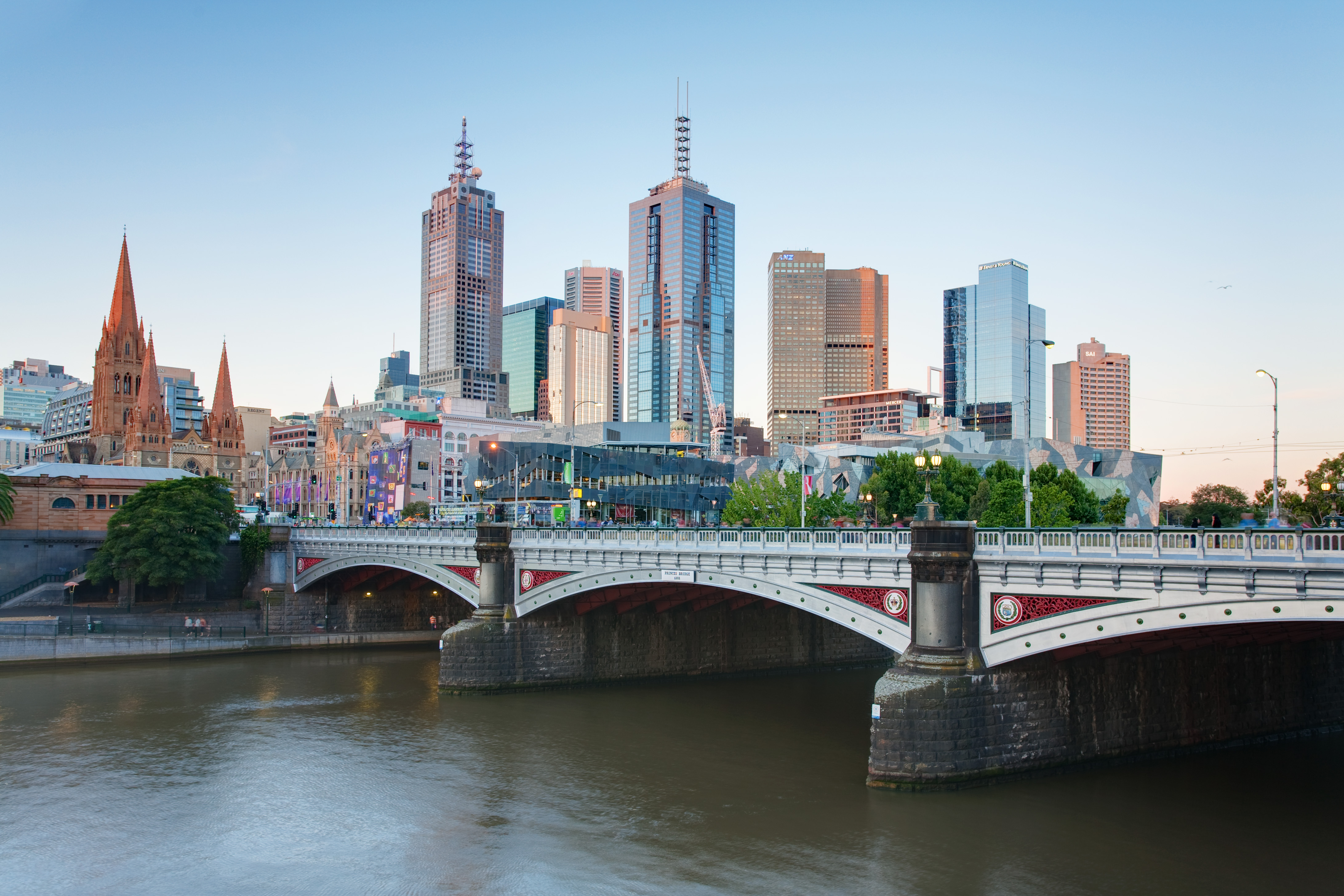
Melbourne

Bei der zweiten Austragung im März 2013 musste die Schwimmstrecke aufgrund widriger Witterungsverhältnisse verkürzt werden.
Im Oktober 2015 informierte der Veranstalter World Triathlon Corporation, dass der Wettkampf nicht fortgeführt werde. Ursprünglich war die nächste Austragung für den 3. April 2016 angekündigt und dann auf den 20. März verschoben worden. 
Offizielle Begründung war ein zeitgleiches Formel-1-Rennen in Melbourne. 65 der 75 Hawaii-Slots sollen 2016 bei den Veranstaltungen Ironman New Zealand, Ironman Cairns und Ironman Australia vergeben werden. 
Offizielle Stellen vor Ort zeigten sich irritiert und erklärten, von der WTC nicht kontaktiert worden zu sein. Die genannten ausschlaggebenden Sicherheitsbedenken wurden zurückgewiesen und stattdessen wurden rückläufige Anmeldungen als wirklicher Grund der Absage angenommen.

### Streckenrekorde
- Männer: 7:57:44 h,  Craig Alexander, 2012
- Frauen: 8:34:51 h,  Caroline Steffen, 2012

(Die Zeiten von 2013 werden hier wegen der verkürzten Strecke nicht berücksichtigt!)

## Siegerliste
| Datum/Jahr      | Männer               | Männer              | Männer              | Frauen                | Frauen             | Frauen            |
| Datum/Jahr      | Erster Platz         | Zweiter Platz       | Dritter Platz       | Erster Platz          | Zweiter Platz      | Dritter Platz     |
| --------------- | -------------------- | ------------------- | ------------------- | --------------------- | ------------------ | ----------------- |
| 22. März 2015   | Jeff Symonds         | Tim Van Berkel      | Brad Kahlefeldt     | Melissa Hauschildt    | Yvonne van Vlerken | Caroline Steffen  |
| 23. März 2014   | Dirk Bockel          | Paul Matthews       | David Dellow        | Caroline Steffen -2-  | Mary Beth Ellis    | Kim Schwabenbauer |
| 24. März 2013 * | Eneko Llanos         | Marino Vanhoenacker | Craig Alexander     | Corinne Abraham       | Yvonne van Vlerken | Caroline Steffen  |
| 25. März 2012   | Craig Alexander (SR) | Cameron Brown       | Frederik Van Lierde | Caroline Steffen (SR) | Rachel Joyce       | Mirinda Carfrae   |

(SR: Streckenrekord)